# Invisible Lantern
Invisible Lantern je třetí studiové album americké skupiny Screaming Trees. Vydáno bylo 12. května roku 1988 společností SST Records a jeho producentem byl spolu se členy skupiny Steve Fisk. Disk rovněž v jedné z písní („Grey Diamond Desert“) hrál na klavír. Autorem obalu alba je Daniel Herron, fotografie pořídila Jenna Scott.

## Seznam skladeb
| Pořadí | Název                     | Délka |
| ------ | ------------------------- | ----- |
| 1.     | Ivy                       | 3:16  |
| 2.     | Walk Through to This Side | 2:32  |
| 3.     | Lines & Circles           | 3:45  |
| 4.     | She Knows                 | 2:15  |
| 5.     | Shadow Song               | 4:15  |
| 6.     | Grey Diamond Desert       | 4:22  |
| 7.     | Smokerings                | 3:43  |
| 8.     | The Second I Awake        | 2:59  |
| 9.     | Invisible Lantern         | 3:02  |
| 10.    | Even If                   | 3:48  |
| 11.    | Direction of the Sun      | 2:53  |
| 12.    | Night Comes Creeping      | 3:53  |

## Obsazení
Screaming Trees
- Mark Lanegan – zpěv
- Gary Lee Conner – kytara, varhany
- Van Conner – baskytara
- Mark Pickerel – bicí

Ostatní
- Steve Fisk – klavír v „Grey Diamond Desert“